# Jean-George Guiguer
Jean-Georges Guiguer, né à Londres en 1707 et mort à Prangins le 4 février 1770, est un militaire suisse.

## Biographie
Héritier en 1755 des biens de son oncle Louis Guiguer ainsi que de son titre de baron de Prangins, Jean-Georges Guiguer est officier dans un régiment des Gardes suisses. En 1735, il épouse la fille adoptive de son oncle Elisabeth Darcy ; à la suite du décès de celle-ci, il se remarie avec Marie-Louise Bazin, sœur du seigneur de Duillier.
Arrivé à la retraite, il s'établit au château de Prangins (qu'il avait précédemment mis à disposition de Voltaire alors exilé de France) dont il conçoit l'aménagement des jardins ainsi que du temple en 1759. Son fils, Louis-François sera son héritier à sa mort en 1770.